# Els mosqueters
Els mosqueters (títol original en anglès, The Musketeers) és una sèrie dramàtica-històrica inspirada en els personatges de la novel·la d'Alexandre Dumas Els Tres Mosqueters, amb un enfocament contemporani de la història clàssica. El show és una co-producció de BBC America i BBC Worldwide. Tot i que estava planejat que l'emissió comencés el 2013,  el primer episodi es va emetre a BBC One el 19 de gener de 2014 seguit per deu capítols de la sèrie emesos entre gener i març de 2014. S'ha doblat al valencià per a À Punt.
És protagonitzada per Luke Pasqualino, Tom Burke, Santiago Cabrera, Howard Charles i Peter Capaldi.
La sèrie, majoritàriament filmada a Praga, és produïda per Jessica Pope i Adrian Hodges. Toby Haynes, Saul Metzstein, Richard Clark, Andy Hay i Farren Blackburn dirigeixen alguns episodis. La música és a càrrec de Murray Gold.
El 9 de febrer de 2014 es va anunciar la realització d'una segona temporada que es va començar a gravar l'abril de 2014 i s'estrenarà el 2015. Aquesta tindrà un total de 10 episodis. Un dels directors de la nova temporada és John Strickland.
El 31 de març de 2014 es va posar a la venda la primera temporada de la sèrie en DVD i Blu-ray al Regne Unit.

## Argument
Paris, 1630. D'Artagnan, Athos, Aramis i Porthos són un grup de mosqueters comandats pel capità Treville que lluiten per protegir França i el Rei Lluís XIII. Al llarg de la sèrie veurem alternadament alguns fets rellevants de la seva vida a París i altres de la seva feina al servei del Rei.

## Producció
Des de 2007 a la BBC estaven pensant a realitzar una sèrie basada en Els tres mosqueters. L'havien concebut com un show nocturn per emetre els dissabtes a la nit, entre les temporades de Doctor Who, però l'actual producció de la sèrie va esser anunciada el 2012 a càrrec d'Adrian Hodges.
Es van considerar diverses localitzacions, com Dublín, però finalment es va decidir gravar a la República Txeca que va esser poc destruïda durant la Segona Guerra Mundial i molts edificis històrics estan intactes. A més, es van poder llogar moltes cases privades.
La major part de localitzacions són a Doksany, a 30 quilòmetres al nord-oest de Praga. Allà es van construir diversos carrers, el quarter dels mosqueters i una plaça. A més, es van construir tavernes, habitacions i un mortuori dintre d'un convent en desús.

## Personatges
Personatges principals

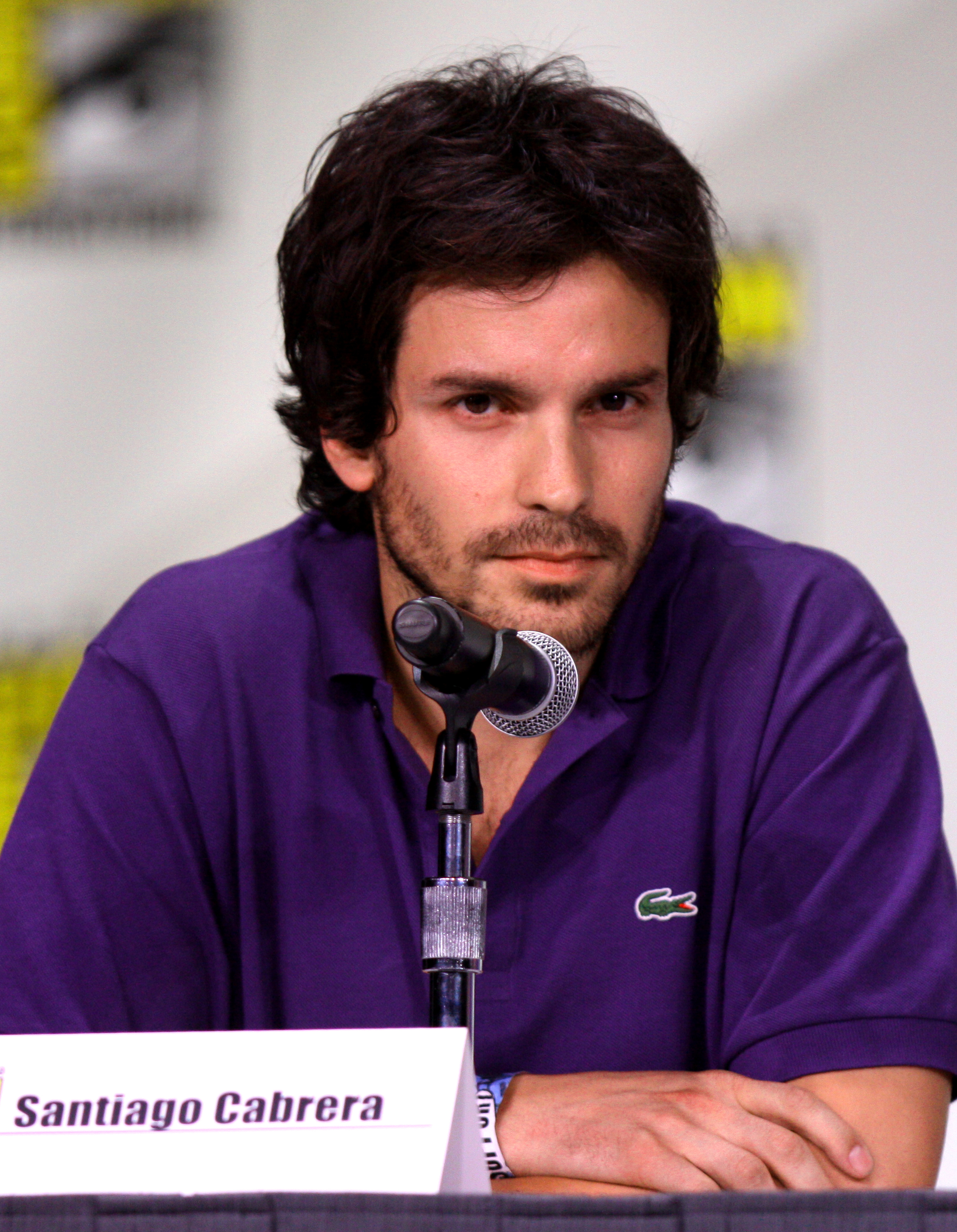
Santiago Cabrera per Gage Skidmore

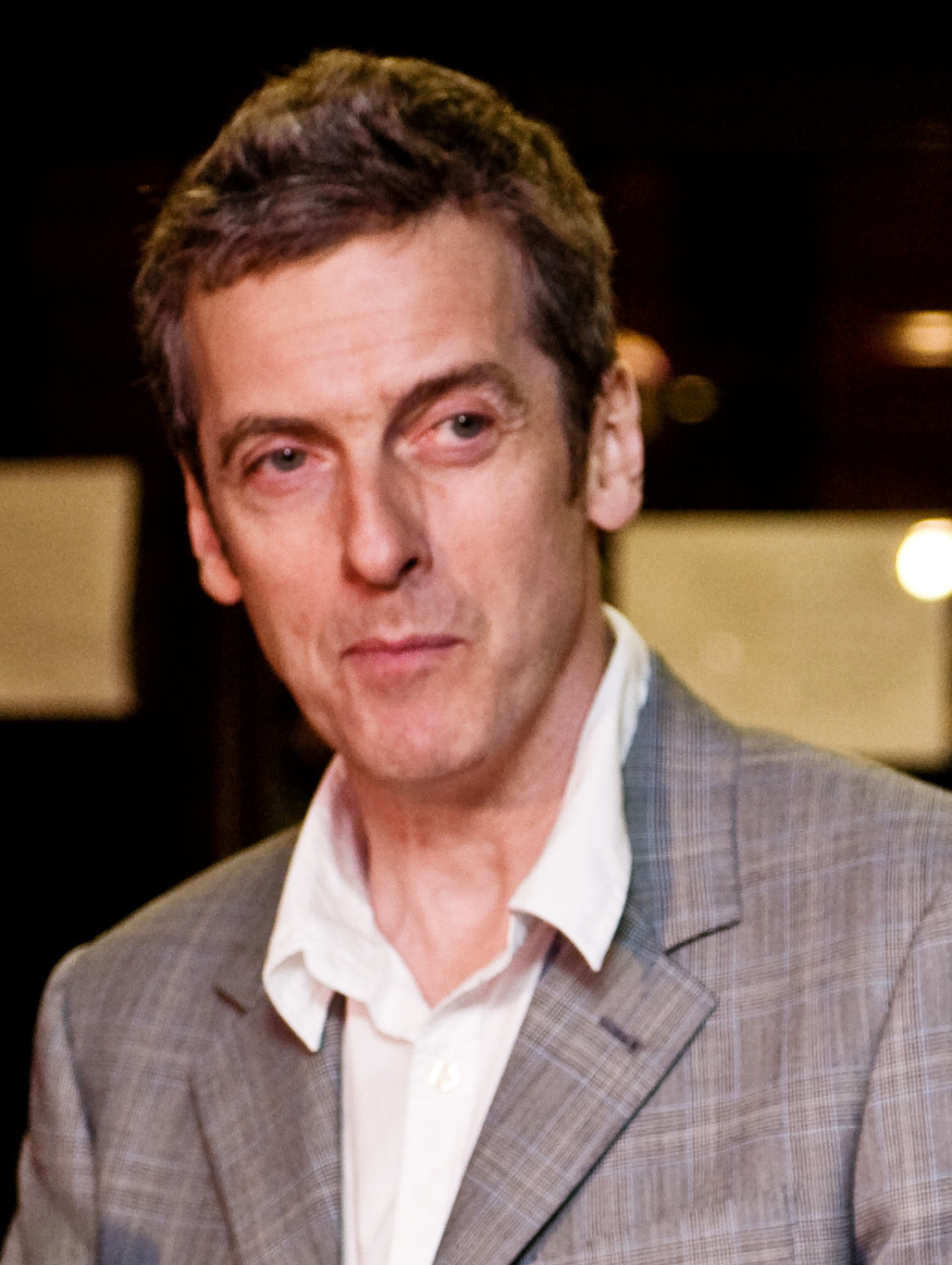
Peter Capaldi el 2009

- Luke Pasqualino és D'Artagnan, el protagonista de la història, que passa de ser un grager a formar part dels mosqueters. Enamorat de Constance.
- Tom Burke és Athos, un mosqueter de familia noble casat amb Milady de Winter però separats per antigues disputes.
- Santiago Cabrera és Aramis, un mosqueter enamoradís i afable que forma part del grup dels tres mosqueters que fan amistat amb D'Artagnan, juntament amb Athos i Porthos.
- Howard Charles és Porthos, el tercer mosqueter, que va créixer robant als carrers de Paris però va decidir sortir de la mala vida i formar part de la guàrdia del rei.
- Peter Capaldi és el Cardenal Armand Richelieu, el vilà de la primera temporada i mà dreta del rei.
- Alexandra Dowling és la Reina Anne, dona del rei.
- Ryan Gage és el Rei Lluís XIII de França, defensat pels mosqueters.
- Tamla Kari és Constance Bonacieux, casada amb Monsieur Bonacieux i enamorada de D'Artagnan.
- Maimie McCoy és Milady de Winter, casada amb Athos i vilana de la història, que confabula en contra dels mosqueters amb Armand Jean du Plessis de Richelieu.
- Hugo Speer és el Capità Treville dels mosqueters. Un home que no dubta en defensar l'honor de la seva guàrdia.
- Marc Warren és Rochefort, el vilà de la segona temporada.

Personatges recurrents
- Bohdan “Bo” Poraj és Monsieur Bonacieux, marit de Constance.
- Charlotte Hope és Charlotte Mellendorf, filla d'un banquer que li busca un bon matrimoni.
- JJ Feild és Marsac, antic mosqueter i amic del passat d'Aramis.

## Primera temporada
Emesa originalment del 19 de gener de 2014 al 30 de març de 2014. Consta de 10 episodis.
Llista d'episodis
| Núm. episodi | Títol                         | Direcció         | Guió          | Emissió original | Descripció de l'episodi |
| ------------ | ----------------------------- | ---------------- | ------------- | ---------------- | --- |
| 1            | "Friends and Enemies"         | Toby Haynes      | Adrian Hodges | 19 gener 2014    | D'Artagnan i el seu pare, que viuen a una granja a Gascunya són atacats a una posada camí a Paris, convocats pel Rei Lluís XIII. Alexandre, el pare, mor a mans de qui diu ser Athos, dels mosqueters. D'Artagnan busca venjar-se i es dirigeix a la ciutat per matar l'assassí del seu pare. Mentrestant, el tres mosqueters, Athos, Porthos i Aramis, busquen un mosqueter que ha desaparegut juntament amb cartes molt importants. Així, els mosqueters han de lluitar per protegir França i les forces vilanes que volen destruir el país. |
| 2            | "Sleight of Hand"             | Toby Haynes      | Adrian Hodges | 26 gener 2014    | Vadim, un criminal, amenaça la corona. Els mosqueters fan que D'Artagnan sigui empresonat per treure-li informació i poder-lo aturar, però Vadim aprofita la visita de la reina Anne per escapar i propiciar un motí. |
| 3            | "Commodities"                 | Saul Metzstein   | Susie Conklin | 2 febrer 2014    | Envien els tres mosqueters a Le Havre per arrestar al mercader Emile Bonnaire i portar-lo davant del rei per haver romput un tractat sobre el comerç entre Espanya i França. El camí cap a la ciutat és ple de perills i Porthos resulta malferit. |
| 4            | "The Good Soldier"            | Richard Clark    | Adrian Hodges | 9 febrer 2014    | Marsac, un amic del passat d'Aramis que havia estat mosqueter torna a Paris per matar el Duc de Savoia, responsable de la mort de 20 mosqueters, però el capturen i acaba demanant-los ajuda per descobrir la veritat rere la implicació de Treville en la massacre. |
| 5            | "The Homecoming"              | Saul Metzstein   | James Dormer  | 23 febrer 2014   | Porthos creu que ha matat un home quan desperta d'una borratxera al costat d'un cos inert. És empresonat, jutjat i sentenciat a mort per assassinat però uns lladres el rescaten. Finalment proven la seva innocència i queda lliure de tots els càrrecs. |
| 6            | "The Exiles"                  | Andy Hay         | Ben Harris    | 2 març 2014      | Marie de' Medici, la mare del rei, és amenaçada per un assassí i torna a Paris buscant protecció. A més, homes armats segresten un nen i els mosqueters han de trobar-lo i descobrir el perquè d'aquest delicte. |
| 7            | "A Rebellious Woman"          | Richard Clark    | James Payne   | 9 març 2014      | La carrossa reial passa pels carrers del poble i una noia s'hi apropa per donar un missatge a la reina de part de la Comtessa Ninon De Larroque, però és assassinada. Ninon defensa el dret de les dones a rebre una educació i la igualtat entre els dos sexes, i això fa que sigui presa per bruixa i arrestada. La condemnen a morir cremada a una foguera però els mosqueters la poden salvar. |
| 8            | "The Challenge"               | Farren Blackburn | Susie Conklin | 16 març 2014     | Labarge, un presoner que els mosqueters escolten, mata al capità de la Guàrdia Vermella, fet que provoca un duel entre ambdós exèrcits convocat pel rei. El capità Treville és qui lluitarà en nom dels mosqueters però quan el feren cedeix el seu lloc a D'Artagnan, qui pot lluitar contra Labarge, nomenat guàrdia vermella per Richelieu. |
| 9            | "Knight Takes Queen"          | Andy Hay         | Peter McKenna | 23 març 2014     | Sembla que la reina no pot tenir fills i això preocupa al rei que creu que Charlotte Mellendorf seria una bona candidata per ser la mare del futur hereu. Així, Richelieu comanda alguns mercenaris d'amagat perquè matin la reina Anne, però els mosqueters la salven i la tornen a Paris. |
| 10           | "Musketeers Don't Die Easily" | Farren Blackburn | Adrian Hodges | 30 març 2014     | Athos està borratxo i segresta la seva dona, Milady. El fet que D'Artagnan hagués tingut una relació amorosa amb aquesta crea un conflicte entre els amics, però tot resulta un complot per acabar amb Milady. |

## Segona temporada
La segona temporada s'està gravant des d'abril de 2014 i s'estrenarà el 2015. Segons Charlotte Moore, de la BBC, “The Musketeers ha portat un aire nou i fresc a la cadena. Estic desitjant veure què passarà a la següent temporada”.
La nova temporada no compta amb la presència de Peter Capaldi, atès que li han donat el paper del Dotzè Doctor a Doctor Who. Marc Warren serà Rochefort, el nou vilà, en substitució de Capaldi.
Encara no es coneix quines seran les trames dels nous episodis o la data d'estrena.

## Crítiques
Al principi la sèrie va rebre opinions mixtes dels crítics però s'han anat tornant més positives amb el pas dels capítols. El públic també ha donat suport a la proposta i així s'ha aconseguit la llum verda per a la producció d'una segona temporada.

## Difusió internacional
La primera temporada de The Musketeers s'emet a Noruega des del 2 de març de 2014 per NRK i a Grècia des del 12 de març de 2014 per OTE Cinema 1 HD. Als Estats Units s'estrenarà diumenge 22 de juny de 2014 per la BBC America.
A 2019, ÀPunt, TV pública Valenciana, va emetre la serie completa doblada al valencià. La primera temporada s'emetia dimecres a les 22.35 h. La segona i tercera va passar a emetre's cada dissabte a les 18.35 h.